# Horizontalna kolaboracija u Drugom svetskom ratu
Horizontalna kolaboracija u Drugom svetskom ratu je negativna pojava zasnovana na seksualnim ili ljubavnim vezama sa okupatorom, ili intimna bliskost sa neprijateljem. Iako u sebi sadrži specifičnu težinu ona nije imala uticaj na ratni ishod, pa se u tom smislu ova vrsta ženske kolaboracija razlikuje od drugih, i zakonski se nije smatrala prekršajem, ali je predstavlja pretnju nacionalnom jedinstvu okupirane zemlje. Na njenu pojavu značajno je uticala nemaština i prisustvo materijalno situiranih i slavom ovenčanih stranih vojnika na prostoru Evrope, što je pogodovalo kidanju obruča građanskih obzira i morala. To je bilo očekivano u javnosti već na samom početku okupacije, jednim delom i zbog sećanja na ponašanje pojedinih žena u ranijim okupiranim zemljama kroz istoriju ratovanja.

## Poreklo pojma
Pojam „horizontalna kolaboracija“ za koji se koristi i blaži termin „sentimentalna kolaboracija“ (franc. „collaboration sentimentale“), nastao je u francuskoj istorigrafiji. i tretirana je u Francuskoj na ovaj način:
„Horizontalna kolaboracija“ je postala jedna od najnepodnošljivijih vrsta kolaboracije, ne zbog svojih neposrednih efekata, koji su bili zanemarljivi, već zato što je predstavljala apsolutni poraz Francuske.

## Oblici
U literaturi je opisano više tipova intimnih veza sa okupatorom, među kojima su najznačajniji: 
Prostitucija
Kao oblik bavljenja „najstarijim zanatom na svetu” bila je zakonski propisana i ozvaničena, a policijskim i preventivnomedicinskim merama strogo kontrolisana.
Osim legalne prostitucije postojalo je i više oblika marginalnog ponašanja, koje se može podvesti i pod nelegalni oblik prostitucije, ili održavanja intimnih veza sa okupatorom, van za to registrovanih objekata (bordela), kafanama, privatnim kućama itd. Tako su „rat i okupacija umanjivali granice između prostitutki i drugih žena.“
Na teritorijama sa strogim režimom okupacije, pod nacistima, intimne veze sa okupatorom imale su naročitu težinu pošto su bile povezane sa sprovođenjem rasne politike, i zato su nemačke vlasti sugerisale svojim vojnicima da primarno ostvaruju polne kontakte sa prostitutkama, čime su stvarali povoljne uslove za razvoj ovog „nasjtarijeg zanata na svetu”. 
Diskretne veze iz ljubavi
Neki parovi su se zaljubili, ali su veze sa obe strane uglavnom značile samozavaravanje. I, bez obzira na motivaciju, predstavljale su u osnovi nejednak odnos. 
Druženja sa grupama neprijateljskih vojnika
Posle zaposlenja kod nemačkih okupacionih službi mnoge žene koje ranije nisu bile politički opredeljene počele su da promovišu interese okupatora i s njima provode slobodno vreme u druženju, ostvarujući pri tome i seksualne kontakte.
Veze zasnovane na ideologiji
U ove veze koje su nastale kao proizvod simpatija za nacističku ideologiju, najčešće su stupale žene koje su radile za okupatorske snage. One su, radeći sa okupatorom, bile i ideološki bliske, a mnoge od njih su stupale u ljubavne odnose sa nemačkim vojnicima. To je ponekad za pojedine žene bilo i pitanje hijerarhije, „pa su žene koje su zauzimale istaknutije položaje stupale u veze sa predstavnicima okupacionih vlasti višeg ranga”.

## Glavne karakteristike
Poraz u ratu i nacistička okupacija u pokorenim evropskim zemljama tokom Drugog svetskog rata, simbolički su označili borbeni neuspeh, i poraz muškog dela nacije, uticao je na stvaranje specifičnih odnosa žena prema okupatoru. Nemački vojnici, materijalno obezbeđeni, i ovenčani slavom pobednika, imali su moć ne samo da zavedu žene, a već i da im u tim vezama pruže vid zaštite za opstank u surovim ratnim uslovima, kada je pristup hrani i ostalim životnim potreba bio otežan. Naročito težak je bio život žena izbeglica koje su pored trauma koje su preživele, borbe za život i spas sebe i dece, morale da se prilagode
novoj sredini i obezbede uslove za opstanak porodice.
Prvi susret sa okupatorskim vojnicima ostavio je na pripadnice ženskog pola pozitivan utisak. Nemački vojnici bili su uglavnom mladići koji su se pristojno i korektno ponašali, naročito prema ženama.

Za mnoge žene haorizontalna kolaboracija je predstavljala mogućnost da se dopre do nedostupnih sredstava, ali i vid zabave i beg od tmurne svakodnevice, ili lakomislenosti, o ćemu govori ovaj citat o ženama iz Šapca i Loznice:
Bilo je „posrnulih žena“ u sprezi sa okupatorom, radi sitnih materijalnih prednosti i iz teške površnosti i lakomislenosti.
Veze sa okupatorom mogle su da ponude ženama iz nižih slojeva kratkoročnu afirmaciju i društveno uzdizanje. 
Ipak, u intimnim vezama sa okupatorskim vojnicima nije bilo isključivo interesa, već i emotivnih sadržaja. Neki parovi su se zaljubili, ali su veze sa obe strane uglavnom značile samozavaravanje. I, bez obzira na motivaciju, predstavljale su u osnovi nejednak odnos. 
Gotovo da nije bilo ratnih sukoba na prostoru Evrope u prvoj polovini 20. veka koji nije rezultovao „horizontalnom kolaboracijom” sa okupatorom ili stupanja sa njim u intimne odnose. 
Poraz u ratu i nacistička okupacija u pokorenim evropskim zemljama tokom Drugog svetskog rata simbolički su označili borbeni neuspeh, i poraz muškog dela nacije, što je uticalo na stvaranje specifičnih odnosa žena prema okupatoru. Takođe društvo pod okupacijom bilo je društvo bez očeva, u kome je žena kao majka postajala isključivo odgovorna za staranje o porodici i potomstvu, kome često nije uspevala da nametne svoj autoritet i da se stara o njemu na adekvatan način.
A nemački vojnici, materijalno obezbeđeni, i ovenčani slavom pobednika, imali su moć ne samo da zavedu žene, a već i da im u tim vezama pruže vid zaštite za opstank u surovim ratnim uslovima, često bez supružnika, kada je pristup hrani i ostalim životnim potreba bio otežan. 
Potreba zapošljavanja i pojačanog angažovanja žena u pogledu zapošljavanja, snabdevanja i staranja o porodici zahtevala je značajnu aktivnost žena koje su usled odsustva muževa (zbog odvođenja u zarobljeništvo i logore) ili gubitka bračnog druga (u bombarovanju, represalijama i odmazdama), samostalno donosile odluke i vodile brigu o sebi i porodici. 
Okupacija je povećala nezavisnost žena koje su postale ekonomski i emotivno jako ranjive, i u tim uslovima naterane da postanu samopouzdanije i preuzmu tradicionalne muške uloge.
Novonastala opšta nemaština i moralno posrnuće u mnogim sferama života koje je rat doneo uticali su i na ogroman porast prostitucije. A žene koje su same sebe izdržavale i nisu imale pomoć sredine i rodbine, često nisu imale drugog izbora nego da se okrenu prostituciji, ponekad i u strahu od reakcije okupacionih snaga na odbijanje njihovih ponuda za stupanje u intimne odnose.
Prekršaji reda, od snabdevanja preko crne berze do primene laži i kamuflaže u nabavci namirnica, razne vrste dovijanja i prevara kako bi se opstalo, učinile su da se stanovništvo navikavalo na kršenje pravila i normi. Jedan prekršaj vodio je u drugi, a postepeno prilagođavanje i prihvatanje takvog stanja vodili su opadanju morala i seksualnih normi.
Horizontalna kolaboracija je kod pojedinih žena bila i proizvod teške površnosti i lakomislenosti. ali i oblik bekstva iz tmurne ratne svakodnevice.
Nekim ženama, drugojačijih moralnih shvatanja, okupacija je donela i osećaj da su nestale ranije norme ponašanja i vladanja, što ih je dodatno motivisalo da stupalaju u intimne veze sa okupatorskim vojnicima, čak i naočigled supruga i ostalih ukućana.
Početak rada za okupatore označavao je i stupanje u bliskije kontakte sa njima i mogućnost uspostavljanja intimnih veza, što se vrlo često dešavalo, posebno u slučajevima mlađih žena. U ljubavnim vezama sa neprijateljskim vojnicima postojala je i izvesna hijerarhija, pa su žene koje su zauzimale istaknutije položaje stupale u veze sa predstavnicima okupacionih vlasti višeg ranga. Takve žene okupator jr tokom rata zloupotrebljavao za potrebe obaveštajne službe. (uglavnom preko njihovih seksualnih usluga) u cilju pribavljanja informacija...ali i na predubeđenju o ženskoj „brbljivosti“ i nesklonosti ka čuvanju tajni.

## Horizonlalna kolaboracija u pojedinim zemljama Evrope
Odnos prema horizontalnoj kolaboraciji nije bio ujednačen u sviim zemljama Evrope. Pa je tako u onim zemljama Evrope u kojima je postojao veliki broj nemačkih vojnika i gde je ostatak stanovništva bio u bliskim odnosima sa okupatorom, vladao blaži režim okupacije, i postojala je veća tolerancija prema ponašanju žena. Sa druge strane na teritorijama sa strogim režimom okupacije intimne veze sa okupatorom imale su naročitu težinu pošto su bile povezane sa sprovođenjem rasne politike.
Danaska
U Danskoj blag režim okupacije i brojnost nemačkih trupa predstavljali su značajan faktor velike brojnosti stupanja žena u veze sa okupatorom... 
Tokom 1942. jedan ilegalni danski list je tvrdio kako u šetnji Kopenhagenom nije moguće napraviti nekoliko koraka, a da se ne naiđe na nemačkog vojnika sa devojkom u zagrljaju.
Norveška
Blag režim okupacije i brojnost nemačkih trupa predstavljali su značajan faktor velike brojnosti stupanja žena u veze sa okupatorom.
U Norveškoj je rođeno oko 9.000 dece iz veza sa nemačkim vojnicima, a skoro 50.000 Norvežanki bilo je u vezama sa nemačkim vojnicima što predstavlja značajan procenat u populaciji od 3 miliona stanovnika.
Francuska
U Francuskoj u kojoj je vladao blaži oblik okupacije na veze francuskih žena sa okupatorom uticala je i činjenica da se veliki broj Francuza nalazio u ratnom zarobljeništvu. 
Istoričari procenjuju da je iz veza nemačkih vojnika sa Francuskinjama rođeno 50.000–75.000 dece, ali novija istraživanja podižu taj broj do 200.000.
Češko-moravski protektorat
U Češko-moravskom protektoratu, gde je vlado sttogi režim okupacije, intimni odnosi sa okupatorom su potpomagali program germanizacije.
SSSR
Na okupiranim sovjetskim teritorijama, nemačka komanda je uzaludno nastojala da spreči seksualne kontakte vojnika sa, kako je smatrano, rasno inferiornim slovenskim stanovništvom. 
Od kraja 1942. nacisti počinju da ispoljavaju posebno zanimanje za decu rođenu iz veza nemačkih vojnika na Istočnom frontu, a vršene su procene da će godišnje broj te dece prevazići jedan milion.
U slučajevima kada su sovjetske žene ostajale u drugom stanju sa nemačkim vojnicima morale su da prođu rasnu inspekciju da bi se utvrdilo da li su pogodne za germanizaciju što je podrazumevalo procenjivanje izgleda, osobina, porekla i seksualne istorije, ali je postojalo generalno uverenje da su u pitanju rasno nepoželjne žene, a čak ih je i sama činjenica da su stupile u vezu sa neprijateljem činila nepoželjnim.
Srbija
Prisustvo nemačkih vojnika u okupiranim srpskim gradovima povećalo je potražnju za uslugama kafana i drugih lokala koji su držali prostitutke. U većim centrima su ubrzo počele da se osnivaju i posebne javne kuće namenjene isključivo nemačkim vojnicima.
Do prisnijeg kontakta sa ženama iz grada dolazilo je inakon useljavanjem nemačkih oficira u kuće u kojima im je dodeljivan prostor za stanovanje — „U mnogim slučajevima zajednički stambeni prostor je predstavljao put zbližavanja srpskih žena i nemačkog okupatora”.

## Kažnjavanje horizontalne kolaboracije
Kako se ova vrsta ženske kolaboracije sa neprijateljem u pravnom smislu razlikuje od drugih, ona se zakonski nije smatrala prekršajem. Međutim kako je rušila morala nacije ona je bila pretnja nacionalnim interesima, i u mnogim zamljama naišla je na populističke mere kažnjavanja.
U delovima pokorene Evropi, gde je vladao režim okupacije, javnost je pratila i oštro osuđivala veze žena sa okupatorom, očekujući njihovo kažnjavanje po završetku rata. Posebno je osuđivan pad morala kod ženskog sveta u gradovima, naročito kod obrazovanih žena, jer se smatralo da takvo ponašanje predstavlja zločin prema naciji, koje je nametalo pitanje kako će takve nemoralne osobe kasnije vaspitavati decu u nacionalnom duhu.
Uobičajena kazna za žene optužene za kolaboraciju koja je sprovođena vansudskim putem bila je šišanje ili brijanje glave. Krajem Drugog svetskog rata brijanju glava zbog bliskih veza sa okupatorom bile su izložene žene u Francuskoj, Belgiji, Danskoj, Holandiji, Norveškoj, Jugoslaviji.
Iako je manje od polovine žena kojima su u Francuskoj obrijane glave bilo optuženo za stupanje u intimne veze sa okupatorom, ova optužba uglavnom se smatra glavnom krivicom žena tokom okupacije.
Između juna 1943. i marta 1946. u Francuskoj je 20.000 žena obrijano do glave na osnovu optužbe za kolaboraciju sa nemačkim okupatorima, od čega se 40% slučajeva odnosilo na optužbe za prostituciju ili seksualno opštenje sa neprijateljem.
Činjenica da su bez kose ostale i žene koje su bile kažnjavane za druge vidove kolaboracije govori u prilog tome koliko su pol i seksualnost uslovljavali pojam izdaje, jer su žene koje su imale veze sa nemačkim vojnicima dovođene u vezu sa seksualnom nemoralnošću.
Ovu kaznu je posle oslobođenja ponekad pratila i neka druga vrsta nasilja – žene su razodevane, gonjene ulicama, neke su kamenovana a i silovane. U Srbiji su teži prestupi od strane žena kažnjavani, uz šišanje, i dodatnim javnim udaranjem batina, „mada su motivi ovih kažnjavanja često ostajali nerazjašnjeni i nejasni”.
 

Šišanje ili brijanje glave ženama, koje predstavljalo čin pročišćenja, vršili su isključivo muškarci, jer je držanje makaza u njihovim rukama imalo simboličke seksističke oznake. 
Takođe ovaj čin od strane muškaraca može se smatrati i simboličkim činom ponovnog uspostavljanja patriotske muškosti, afirmacijom muške dominacije i „skidanja ljage“ sa nacije, koja joj je naneta putem seksualnog opštenja sa neprijateljem.
Kažnjavanje žena šišanjem, zbog horizontalne kolaboraciji primenjivao je i ravnogorski pokret u Srbiji još na početku okupacije u slučajevima žena i devojaka koje su imale bilo kakve veze sa okupatorskim vojnicima. Najveći broj prisilnih šišanja žena u okupiranoj Srbiji izvršen je tokom 1943. i 1944. godine, odnosno približavanjem kraja okupacije.

## Literatura
- Шкодрић, Љубинка С. (2015). Положај жене у окупираној Србији : 1941-1944 : докторска дисертација (PDF). Београд. Приступљено 16. 4. 2018. 1234567890
- Милићевић, Наташа (2012). „О исхрани у окупираном Београду 1941-1944.” (PDF). Токови историје. 2: 77-91. Приступљено 16. 4. 2018. 194067212
- Ljubinka Škodrić, „Horizontalna kolaboracija“ – Intimne veze žena sa nemačkim okupatorom u Srbiji 1941-1944.  Istorija 20. veka, 1/2013. UDK 94:176.5(497.11)"1941/1944"(093.2)

## Spoljašnje veze
- Gajić, Bane (29. 3. 2017). „Seks sa neprijateljem: prostitucija tokom nacističke okupacije Srbije”. Vice. Приступљено 16. 4. 2018.